# (73704) Hladiuk
(73704) Hladiuk est un astéroïde de la ceinture principale.

## Description
(73704) Hladiuk est un astéroïde de la ceinture principale. Il fut découvert le 6 octobre 1991 à l'Observatoire Palomar par Andrew Lowe. Il présente une orbite caractérisée par un demi-grand axe de 3,24 UA, une excentricité de 0,05 et une inclinaison de 12,1° par rapport à l'écliptique.

## Compléments